# Amei Te Ver
"Amei Te Ver" é uma canção do cantor e compositor brasileiro Tiago Iorc, gravada para seu quarto álbum de estúdio, Troco Likes (2015). Foi lançada como segundo single do álbum em 08 de novembro de 2015 junto com o vídeo musical no canal oficial do cantor no YouTube.
A canção recebeu uma indicação ao Grammy Latino 2016 na categoria Melhor Canção Brasileira.

## Vídeo musical
No dia 08 de junho de 2015, Tiago Iorc divulgou de surpresa o videoclipe de "Amei Te Ver" com participação especial da atriz Bruna Marquezine, que apareceu de topless no clipe abraçada com o cantor, sem cortes. O vídeo foi dirigido por Rafael Kent e produzido por Tânia Assumpção, com co-produção da Trator Filmes. "Amei Te Ver" se tornou o clipe mais visto da carreira do cantor com mais de 5 milhões de acessos em um pouco mais de um mês, o vídeo mais visto do cantor era da canção "Dia Especial", que foi lançado há um 11 meses antes de "Amei Te Ver", que teve uma grande repercussão no lançamento, onde conseguiu 1 milhão de visualização em menos de 24 horas.

##### Controvérsias
Após o cantor divulgar o clipe, sua ex-namorada a também atriz Isabelle Drummond, excluiu todas as fotos em que estava sozinha com o cantor em sua conta do Instagram, deixando apenas fotos em que estava acompanhada com outros amigos. Segundo o diretor do vídeo, Rafael Kent, a negociação com Bruna Marquezine estariam ocorrendo desde muito tempo pois Bruna estava bastante envolvida com as gravações de telenovela I Love Paraisópolis da TV Globo, porém não cogitou-se chamar Isabelle para protagonizar o vídeo, por eles não misturarem assuntos profissionais com pessoais, já que eram bem reservados no relacionamento. A gravação do clipe aconteceu na madrugada de domingo, quando Tiago e Bruna conseguiram conciliar seus horários para gravação. Iorc foi duramente criticado pelos fãs de Drummond, já que houve boatos de que o clipe foi o motivo de separação do casal, e que Iorc e Marquezine estavam tendo um caso, uma nota emitida pela colunista Fabíola Reipert do Portal R7 disse que Iorc foi proibido de citar o nome de Marquezine dentro da TV Globo, já que ele iria gravar o Especial de Natal na emissora.

## Faixas e formatos
| Download digital |               |         |  |
| N.º              | Título        | Duração |  |
| 1.               | "Amei Te Ver" | 4:22    |  |

| Amei Te Ver - EP |                                    |         |  |
| N.º              | Título                             | Duração |  |
| 1.               | "Amei Te Ver"                      | 4:18    |  |
| 2.               | "Amei Te Ver (Radio Edit)"         | 2:42    |  |
| 3.               | "Amei Te Ver (Acústico)"           | 4:14    |  |
| 4.               | "Amei Te Ver (Versão Alternativa)" | 4:13    |  |
| 5.               | "Amei Te Ver (DeepLick Remix)"     | 3:34    |  |
| 6.               | "Amei Te Ver (DeepLick Dj Remix)"  | 4:46    |  |
| Duração total:   | Duração total:                     | 23:47   |  |

## Desempenho nas tabelas musicais
| Tabela musical (2017)                   | Melhor posição |
| --------------------------------------- | -------------- |
| Brasil Billboard Brasil Hot 100 Airplay | 89             |

## Prêmios e indicações
| Ano  | Premiação         | Categoria                | Resultado |
| ---- | ----------------- | ------------------------ | --------- |
| 2016 | Grammy Latino     | Melhor Canção Brasileira | Indicado  |
| 2016 | Melhores do Ano   | Música do Ano            | Indicado  |
| 2016 | Caldeirão de Ouro | As 10+ do Ano            | 8º Lugar  |